# Couronne de Charlemagne (montagne)
Bau Redon
Pour l’article homonyme, voir Couronnes de Charlemagne.
La Couronne de Charlemagne ou Bau Redon est une montagne de France située dans les Bouches-du-Rhône. Dominant Cassis, elle se trouve dans le prolongement des falaises Soubeyranes et du Bau de la Saoupe situés au sud. La D559 la contourne par le nord, l'autoroute A50 passe en contrebas de son sommet à l'est et le tunnel des Janots emprunté par la ligne de Marseille-Saint-Charles à Vintimille (frontière) le traverse du nord au sud. Le sommet est accessible par un sentier constituant une portion des GR 51 et 98 et suivant la ligne de crête.

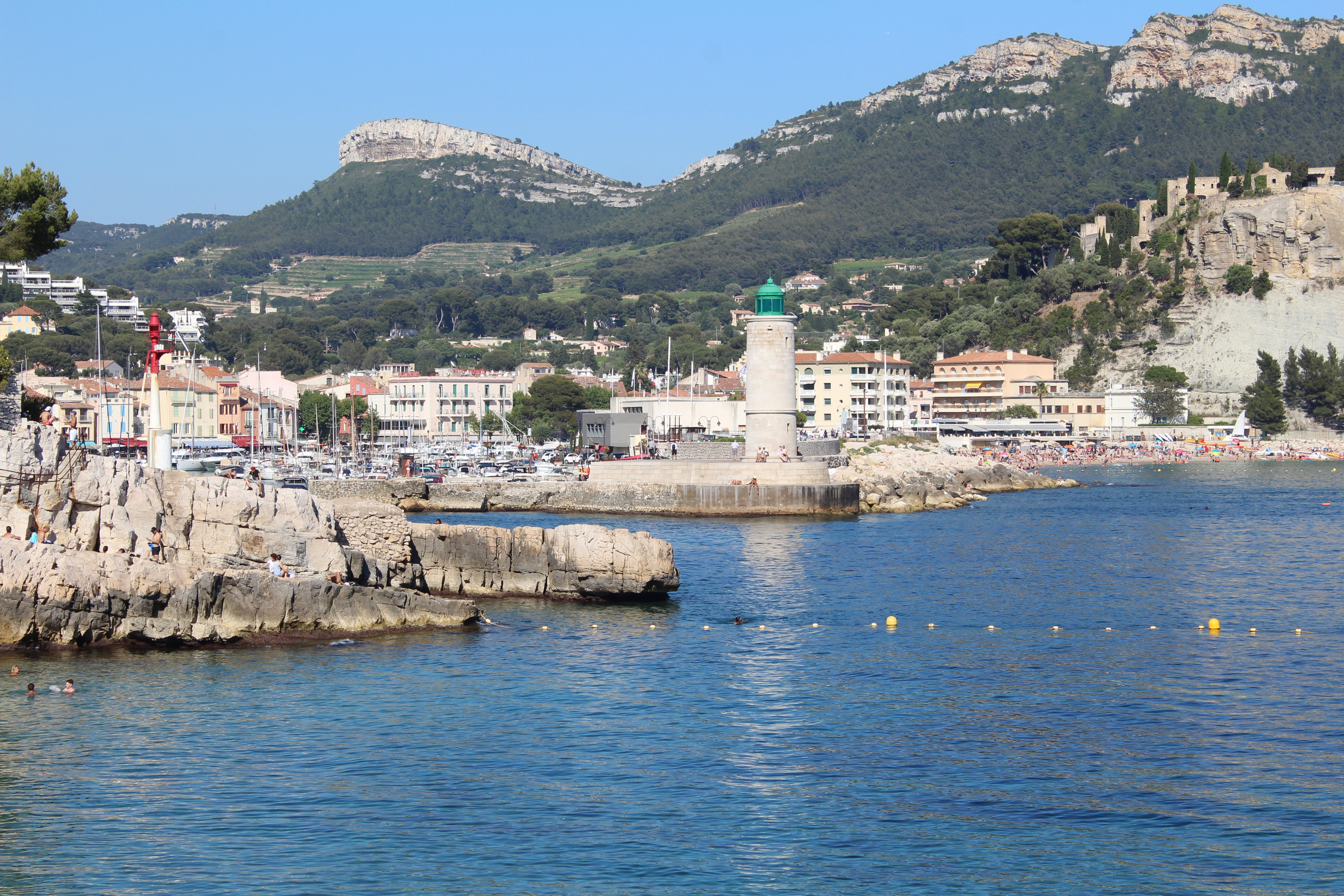
La Couronne de Charlemagne (à gauche) et le Bau de la Saoupe (à droite) vus depuis Cassis.